# 1864 en France
Chronologie de la France
- 1860
- 1861
- 1862
- 1863
- 1864
- 1865
- 1866
- 1867
- 1868

Cette page concerne l'année 1864 du calendrier grégorien.

## Événements
- 11 janvier : dans un discours suivant la victoire relative des républicains aux élections, Adolphe Thiers revendique le rétablissement des cinq «  Libertés nécessaires » : libertés individuelles et de la presse, des élections libres, droit d'interpellation et responsabilité des ministres[1]. De février à mars, l’opposition parlementaire (républicaine et anticléricale) s’organise sur le modèle britannique (leaders : Ferry, Gambetta, Carnot et Garnier-Pagès). Fondation du « tiers parti »[2].

- 17 février : manifeste des Soixante rédigé par Henri Tolain. Réveil du mouvement ouvrier[3].

- 19 février : création officielle du Comité des forges par les maîtres des forges, plus particulièrement Eugène Schneider et Charles de Wendel[4].

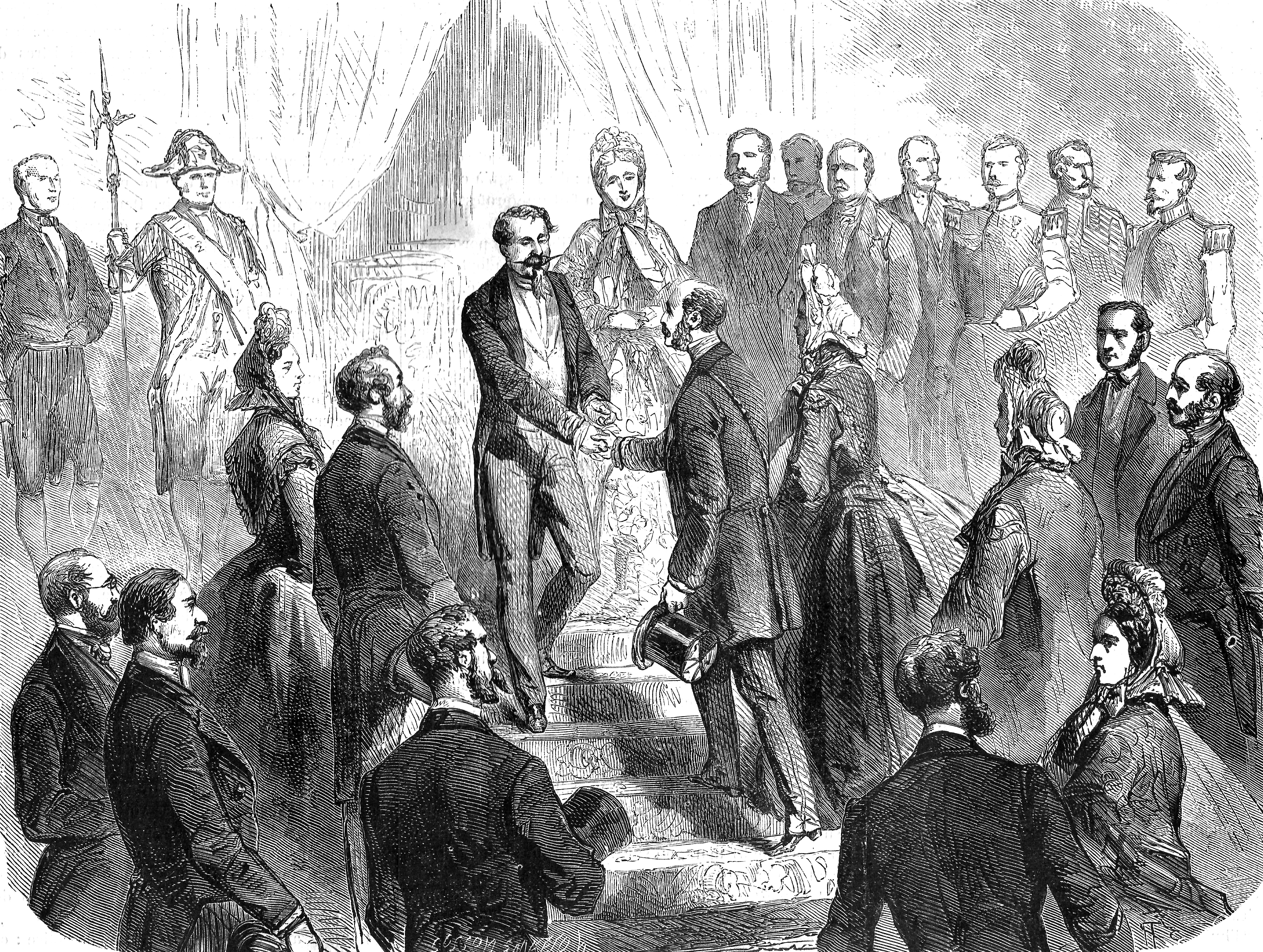
Visite de l’empereur Maximilien et de l’impératrice Charlotte du Mexique à l’empereur Napoléon III, palais des Tuileries (France), le 5 mars 1864. L’Illustration, 12 mars 1864

- 4 mai : fondation de la Société générale[5].
- 9 mai : arrivée des premiers bagnards en Nouvelle-Calédonie, qui est dotée d'un pénitencier[6].
- 14 mai : pluie de météorites tombe autour du village d'Orgueil[7].
- 22 mai : décès à Alger du maréchal Aimable Pélissier (70 ans), gouverneur général de l'Algérie ; le 1er septembre, le maréchal Mac Mahon lui succède[8].
- 25 mai : une loi impériale, dite la loi Ollivier, abolit le délit de coalition reconnaissant de fait le droit de grève[9].
- 31 mai : consécration de la Cathédrale Notre-Dame de Paris après les travaux de restauration de Viollet-le-Duc[10].

- 6 juin : l’ashkénaze Meïr Charleville, venu de Metz, est nommé Grand Rabbin d’Oran[11]. Le gouvernement français veille à franciser rapidement les Juifs d’Algérie. Des Grands Rabbins nommés par Paris, choisis dans le Nord de la France, sont envoyés à Alger[12].
- 11 juin : un décret signé de Napoléon III révoque définitivement Ernest Renan de ses fonctions au Collège de France, un an après la publication de la Vie de Jésus[13].
- 12 juin : arrivée de Maximilien de Habsbourg, frère de l'empereur d'Autriche,  à Mexico, au Mexique ; il est proclamé empereur[14].
- 19 juin : bataille navale entre le corsaire sudiste CSS Alabama et le bateau nordiste USS Kearsarge au large de Cherbourg : le CSS Alabama est coulé[15].

- 30 août : le calcul vésical de Napoléon III est décelé au camp de Châlons par le docteur Hippolyte Larrey[16]. L’empereur est atteint de lithiase (coliques néphrétiques violentes et fréquentes pouvant s'avérer graves).

- 1er septembre : le maréchal Mac Mahon est nommé gouverneur de l’Algérie[8] (fin en 1870). Il ne peut rétablir le calme, car les tribus révoltées trouvent refuge au Maroc. Les troupes prélevées en Algérie, en particulier la Légion étrangère, pour la guerre au Mexique et l’interdiction de poursuivre les rebelles au Maroc rendent la pacification du Sud-Oranais difficile. L’insécurité règne jusqu’en 1880.
- 5 septembre : le général François Achille Bazaine, commandant en chef de l'expédition au Mexique, est élevé à la dignité de maréchal de France[17].
- 24 septembre : Jules Garnier découvre du minerais de nickel (garniérite) près de la rivière Dumbéa en Nouvelle-Calédonie[18].
- 28 septembre : fondation de l'association internationale des travailleurs[19].

- 24 octobre : inauguration de la voie ferrée  de Tessonnières à Albi[20].

- 15 novembre : ouverture de la section Raon-l'Étape - Saint-Dié-des-Vosges de la ligne Lunéville - Saint-Dié[21].

- 17 décembre : première représentation de l’opéra bouffe La Belle Hélène au théâtre des Variétés à Paris[22].